# تکنسیم-۹۹ام

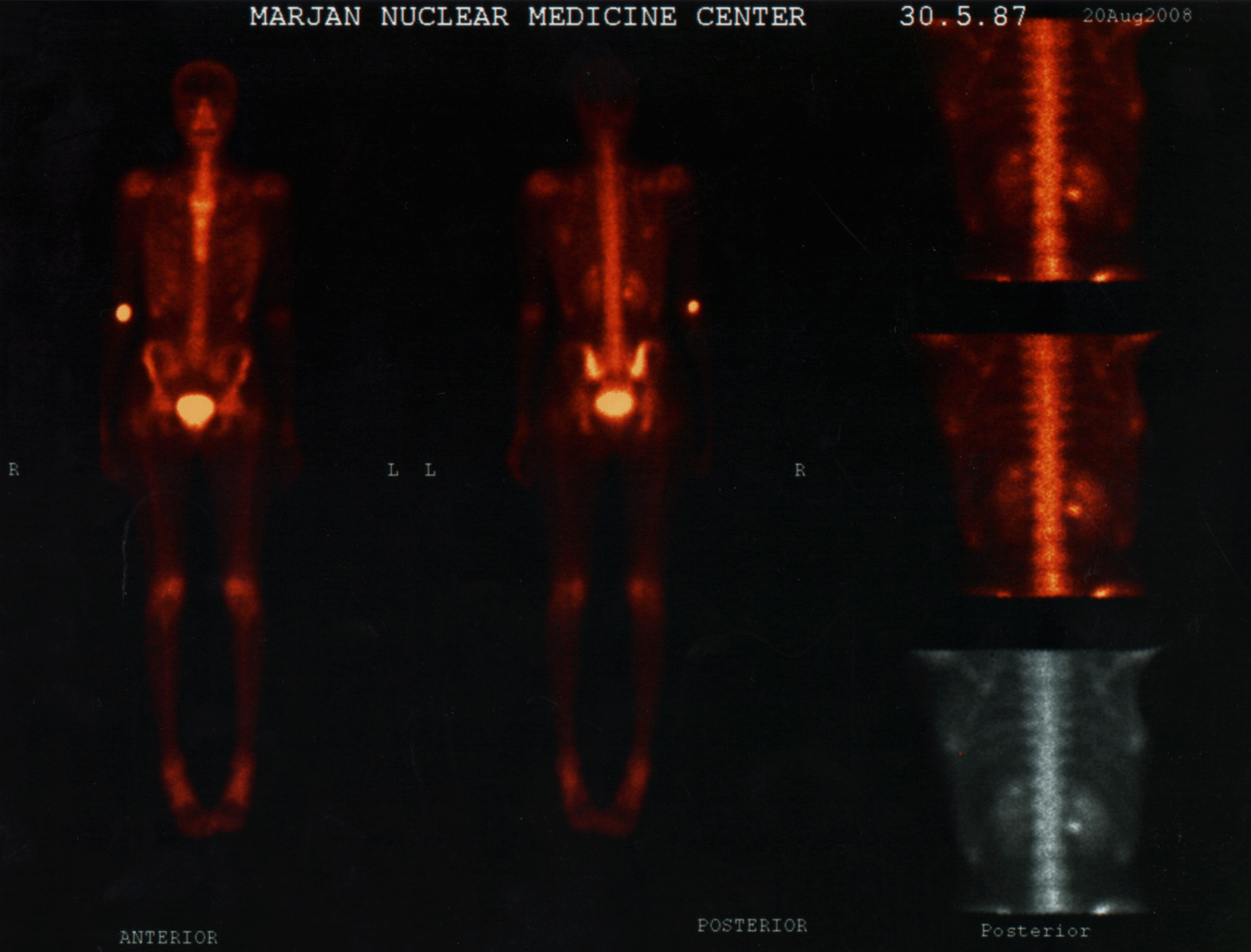
تصویر توزیع تکنسیم-۹۹m پس از ۲ ساعت تزریق به یک بیمار ۳۰ ساله.

تکنسیم-۹۹اِم (به انگلیسی: Technetium-99m) یک رادیوایزوتوپ پرمصرف در پزشکی هسته‌ای است.
این ماده پرتوزا نوعی ایزومر هسته‌ای ایزوتوپ ۹۹Tc است که با گذار ایزومری (تابش پرتوهای گاما یا گذار داخلی) به حالت پایدار تلاشی می‌یابد.
نیمه عمر رادیوایزوتوپ تکنسیم-۹۹m قریب ۶ ساعت است.  از کمپلکس های آلی تکنسیم مثل مرکاپتو استیل تری گلایسین (MAG3) برای عکسپرداری از کلیه ها استفاده شده است 

## گذارها
سه گذار اشعه گاما برای رسیدن ایزومر ایزوتوپ ۹۹mTc به ۹۹Tc موجود است که طریقهٔ γ۱ به γ۲ (با ۱۴۰٫۵ کیلوالکترون ولت) در حدود ۹۸٫۶٪ زمان رخ می‌دهد درحالیکه تلاشی مستقیم γ۳ (با ۱۴۲٫۷ کیلوالکترون ولت) تنها ۱٫۴٪ زمان رخ می‌دهد.
این رادیوایزوتوپ را توسط ژنراتورهای مخصوص مولد Mo-۹۹ استخراج می‌کنند.

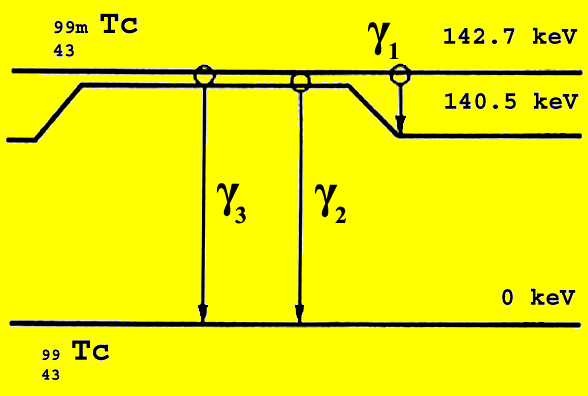